# IC 787
IC 787 је спирална галаксија у сазвјежђу Береникина коса која се налази на листи објеката дубоког неба у Индекс каталогу.
Деклинација објекта је + 16° 7' 25" а ректасцензија 12h 25m 25,2s. Привидна величина (магнитуда) објекта IC 787 износи 14,2 а фотографска магнитуда 15,1. IC 787 је још познат и под ознакама MCG 3-32-31, CGCG 99-43, VCC 799, PGC 40517.